# Ilyarachna torleivi
Ilyarachna torleivi is een pissebed uit de familie Munnopsidae. De wetenschappelijke naam van de soort is voor het eerst geldig gepubliceerd in 1988 door Svavarsson.